# Marino Lombardo
Marino Lombardo (Trieste, 9 aprile 1950 – Trieste, 9 marzo 2021) è stato un calciatore e allenatore di calcio italiano, di ruolo difensore.
È morto nel marzo 2021 a 70 anni a seguito di un infarto.

## Carriera

### Giocatore

#### Torino
Inizia da giovane a giocare nel Tevere Roma. Nel 1967 viene ingaggiato dal Torino, facendo così il suo esordio in Serie A. Con la squadra piemontese vince nella stagione 1970-1971 la Coppa Italia. Gioca in totale 92 presenze in campionato con i granata senza segnare nessuna rete. Nel 1975-1976 conquista anche il campionato italiano, punto più alto della sua carriera sportiva.

#### Cesena, Pistoiese e Pescara
Nel 1976 il Cesena lo acquista per seicento milioni di lire (una grossa cifra per l'epoca) più il cartellino del terzino Luigi Danova. Con i romagnoli esordisce in Coppa Uefa. Marino dopo gli anni in A, per la prima volta scende in B, dove rimane anche nella stagione 1978-1979 con la maglia della Pistoiese. Il Pescara nella stagione successiva lo riporta nella massima serie del campionato italiano, la sua ultima esperienza prima di chiudere la carriera in categorie inferiori.

#### Ultimi anni
Dalla stagione 1980-1981 chiude la sua carriera in Serie C, passando prima per la Triestina, squadra della sua città natale, poi per l'Arezzo per chiudere nel Gorizia. Si ritira prima del previsto a causa di un forte infortunio (rottura tibia e perone) in uno scontro di gioco con Vittorio Muiesan nel match contro il Pergocrema.

## Palmarès

### Giocatore

#### Club
- Coppa Italia: 1

Torino: 1970-1971
- Campionato italiano: 1

Torino: 1975-1976
- Campionato italiano Serie C1: 1

Arezzo: 1981-1982 (girone B)